# Katherine Parkinson
Katherine Parkinson (ur. 9 marca 1978) – angielska aktorka i komik, znana głównie z roli Jen Barber w serialu Technicy-magicy (The IT Crowd).
Katherine Parkinson została w 2009 roku uhonorowana za występy w tym serialu nagrodą British Comedy Awards dla najlepszej telewizyjnej aktorki komediowej, nominowana do tej nagrody była także w 2006 i 2010 roku. W 2006 roku otrzymała również nominację do nagrody dla najlepszej debiutującej aktorki komediowej. W 2011 roku nominowana była też do nagrody BAFTA za najlepszą kobiecą rolę komediową (wszystkie nominacje za serial Technicy-magicy).

## Filmografia

### Seriale
- 2005 – Ostatnie wyzwanie (Ahead of the Class)
- 2005 – Na sygnale (Casualty)
- 2005 – Statyści (Extras)
- 2005–2009 – Doktor Martin (Doc Martin)
- 2006-2013 – Technicy-magicy (The IT Crowd)
- 2007 – Fear, Stress & Anger
- 2009 – Jonathan Creek
- 2009–2010 – The Old Guys
- 2010 – The Great Outdoors
- 2010 – Whites
- 2011 – Psychoville
- 2011 – Comedy Showcase (odcinek Coma Girl)
- 2011–2012 – The Bleak Old Shop of Stuff
- 2012 – Sherlock (odcinek The Reichenbach Fall)
- 2013 – Love Matters
- 2014 – Uczciwa kobieta (The Honourable Woman)
- 2014 – Inside No. 9
- 2014 – In the Club
- 2015 – Humans
- 2015 – The Kennedys

### Filmy
- 2007 – Christmas at the Riviera
- 2008 – Wojna domowa (Easy Virtue)
- 2008 – Jak stracić przyjaciół i zrazić do siebie ludzi (How to Lose Friends & Alienate People)
- 2009 – Radio na fali (The Boat That Rocked)
- 2009 – St Trinian's 2: The Legend of Fritton's Gold